# Wilhelm Tell (film fra 1909)
 For alternative betydninger, se Wilhelm Tell (flertydig). (Se også artikler, som begynder med Wilhelm Tell)
Wilhelm Tell er en dansk stum dramafilm fra 1909 produceret af Nordisk Films Kompagni og instrueret af Viggo Larsen.
Filmen er baseret på Friedrich Schillers skuespil af samme navn fra 1804  om den schweiziske folkehelt Wilhelm Tell. 
Filmen havde dansk premiere den 30. januar 1909 i Biograf-Theatret. 

## Medvirkende
- Lauritz Olsen
- Poul Gregaard
- Carl Alstrup
- Cai Voigt